# Eugen Gelcich
Eugen Gelcich (* 14. Januar 1854 in Cattaro, Kaisertum Österreich; † 14. Juli 1915 in Wien, Österreich-Ungarn) war ein österreichischer Nautiklehrer. Als verdienstvoller Organisator von Österreichs nautischem Unterrichtswesen stand er in internationalem Ansehen.

## Leben
Gelcichs Vater Vicenzo Gelcich war Professor für Mathematik und Nautik in Cattaro. Die Mutter war Catterina Reggio.
Gelcich besuchte von 1866 bis 1870 die Marineakademie Fiume. Als Seeoffizier der Österreichischen Marine fuhr er auf der Schraubenkorvette SMS Fasana nach Ostasien. Zeitweise war er am hydrographischen Amt in Pola tätig. 1878 trat er als Lehrer und provisorischer Leiter der nautischen Schule Cattaro in den Dienst der Österreichischen Handelsmarine. Bei seiner hervorragenden pädagogischen Begabung wurde er 1881 Direktor der nautischen Schule in Lussinpiccolo. 1895 kam er als Leiter der nautischen Abteilung an die Akademie für Handel und Nautik in Triest. Ab 1896 war er auch Inspektor der nautischen Unterrichtsanstalten in den Österreichischen Küstenlanden. In Triest wurde er 1899 Leiter der Gesamtakademie und 1901 Direktor. 1901 wurde er in das Ministerium für Cultus und Unterricht berufen. Ab 1903 war er Zentralinspektor für kommerziellen Unterricht. Er war von 1907 bis 1909 gleichzeitig Konsulent des Handelsministeriums für Schiffahrts- und nautische Fragen und saß in der Kommission für wirtschaftliche Hebung Dalmatiens. 1910 trat er unter Belassung als Inspektor der nautischen und eines Teils der kommerziellen Schulen sowie Direktor von deren Lehramtsprüfungskommissionen in den Ruhestand. Er starb im Alter von 61 Jahren.

## Werke

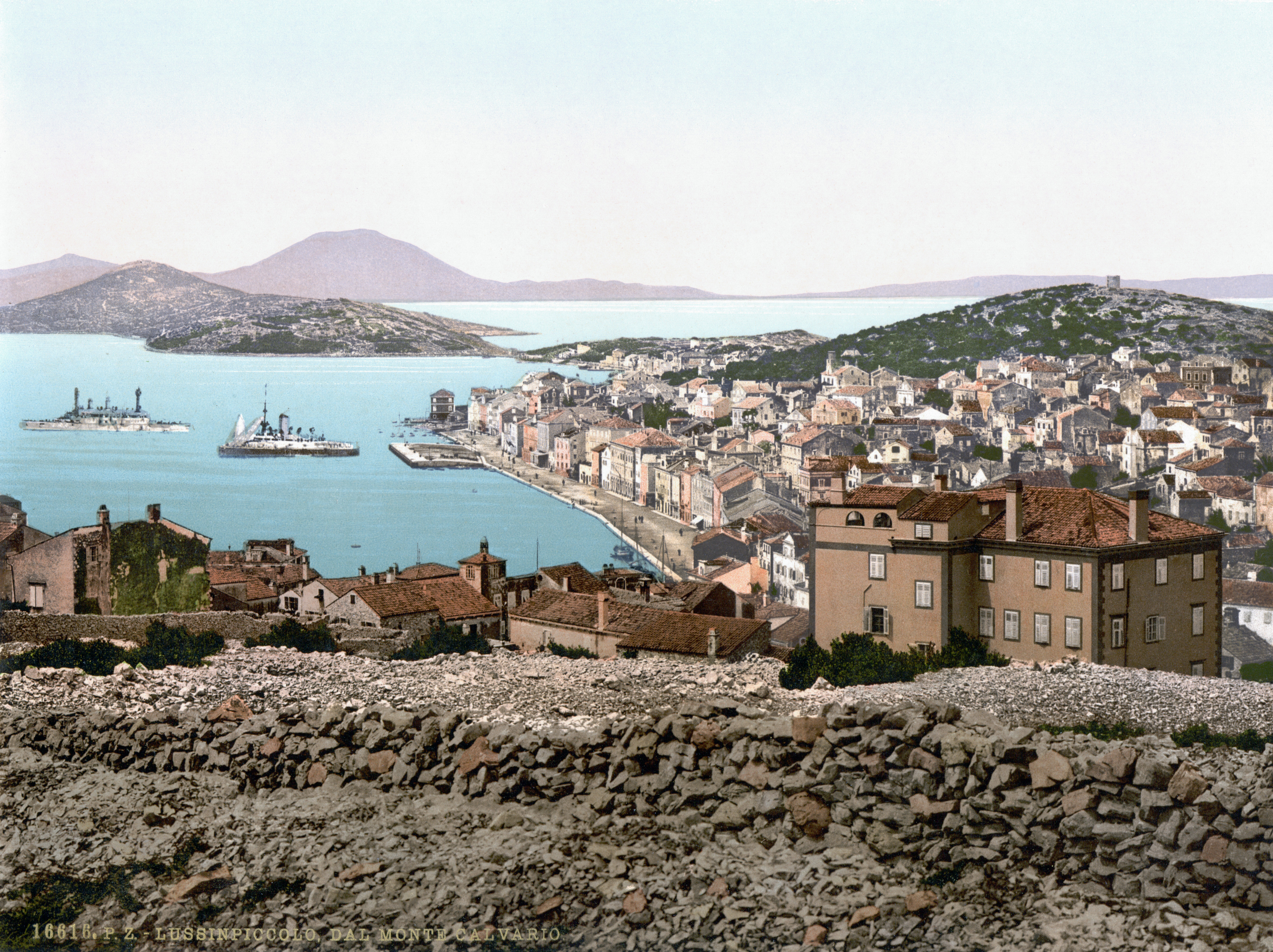
Lussinpiccolo (1900)

- Theorie des Schiffsmagnetismus und ihre Anwendung auf die Praxis. 1878.
- Corso di astronomia nautica ad uso delle scuole nautiche. 1880.
- Trattato di trigonometria piana e sferica, Wien 1880.
- Grundzüge der physikalischen Geographie des Meeres. 1881.
- Studien zur Entwicklungsgeschichte der Schiffahrt. 1882 (span. 1889).
- Sulle leggi degli uragani. Triest 1885.
- Skizze einer Geschichte der Chronometer nebst einer Revue der letztjährigen Erfahrungen und Beobachtungen über die Ursachen der Gangveränderungen. Deutsche Uhrmacher-Zeitung 1886. SLUB
- Geschichte der Uhrmacherkunst, 1 Bd., 1 Atlas. 1887, 1892.
- Die Insel Lussin mit den beiden Städten Lussingrande und Lussinpiccolo. Wien 1888.
- La scoperta d'America e Cristoforo Colombo nella letteratura moderna. Görz 1890.
- mit Franz Laschober: Handbuch der Navigation. 1890.
- Kartenkunde, geschichtlich dargestellt. 1894, 1910.
- Ottica. Mailand 1895.
- Das kommerzielle Bildungswesen in Ungarn. Wien 1913.